# Malvina Trotti Mosti Costabili
Malvina Trotti Mosti Costabili, o Malvina Mosti Trotti Estense (Ferrara, 11 agosto 1818 – Ferrara, 26 dicembre 1905), è stata una nobildonna, patriota e filantropa italiana.

## Biografia
Malvina nacque da due nobili casate, di origine ferrarese la paterna e veronese la materna. Fu infatti la primogenita del marchese Ercole Trotti Mosti Estense (di Ferrara) e della marchesa Gianna Maffei (di Verona). Sposò Giovanni Costabili Containi con una cerimonia giudicata favolosa dalle cronache del tempo, giustificata dal fatto che il marito era figlio di Giovan Battista Costabili, potente ministro ai tempi del governo napoleonico. Viene ricordata anche per le sue abilità in campo artistico.

### Attività
La marchesa Trotti Mosti Costabili fu molto attiva sia nella sua città natale, Ferrara, sia a Roma ed altrove. Seppe in certi casi anticipare i tempi, come quando, nel 1847, assieme alla famiglia Grillenzoni, fondò uno dei primi asili per l'infanzia ferraresi. Un anno dopo, sempre a Ferrara, fu al fianco del fratello Tancredi che stava organizzando i Bersaglieri del Po. Nel 1849 seguì a Roma il marito e in quella circostanza organizzò l'assistenza nell'ospedale di San Giacomo durante l'assedio della capitale. Dopo la caduta di Roma, assieme al marito, si trasferì in Piemonte poi in Toscana. Conobbe Giuseppe Garibaldi, Giuseppe Mazzini, Camillo Benso, conte di Cavour e numerose altre personalità del nostro risorgimento. Con Mazzini in particolare ebbe un rapporto stretto, divenendo amica della madre e collaborando con lui anche politicamente.

### Croce Rossa e Cassa di Risparmio
Fu vicepresidente della sezione di Ferrara della Croce Rossa Italiana e tra le prime azioniste della Cassa di Risparmio di Ferrara.